# Tomáš Netík
Tomáš Netík (ur. 28 kwietnia 1982 w Pradze) – czeski hokeista, reprezentant Czech.

## Kariera
- Sparta Praga U20 (1999-2000)
- Sparta Praga (1999-2002)
  -  NED Hockey Nymburk (2000)
  -  Medicine Hat Tigers (2000)
  -  HC Slovan Usti nad Labem (2001-2002)
  -  Berounští Medvědi (2002)
  -  BK Mladá Boleslav (2002)
- HC Slovan Usti nad Labem (2002-2003)
- HC Energie Karlowe Wary (2003-2004)
- Sparta Praga (2004-2010)
- CSKA Moskwa (2010-2011)
- HC Lev Poprad (2011-2012)
  -  Växjö (2012)
- Bílí tygři Liberec (2012)
- Nieftiechimik Niżniekamsk (2012-2013)
- Slovan Bratysława (2013)
- Nieftiechimik Niżniekamsk (2013-2014)
- Slovan Bratysława (2014-2015)
- Sparta Praga (2015-2017)
- KHL Medveščak Zagrzeb (2017-2018)
- HC Košice (2018-2019)
- HC Innsbruck (2019)
- Karjalan Kopla (2020)

Wychowanek Sparty Praga. W 2000 wyjechał do Kanady do klubu WHL Medicine Hat Tigers, jednak po rozegraniu 3 spotkań wrócił do Sparty. Po rozegraniu dwóch sezonów w Sparcie (I drużyna oraz drużyna juniorska) i klubach farmerskich został wypożyczony w sezonie 2002/2003 do HC Slovana Usti nad Labem, a w sezonie 2003/2004 do Energie Karlovy Vary. Od sezonu 2004/2005 regularnie występuje w pierwszej drużynie Sparty, z którą wywalczył trzykrotnie mistrzostwo Czech oraz dwukrotnie wystąpił w Pucharze Mistrzów. Został wybrany najlepszym napastnikiem tego turnieju w 2008. Na początku sezonu 2012/2012 krótkotrwale zawodnik Bílí tygři Liberec. Od października 2012 roku gracz Nieftiechimika Niżniekamsk. Od czerwca 2013 zawodnik Slovana Bratysława. W grudniu 2013 rozwiązał swój kontrakt ze Slovanem (w tym czasie z 11 golami był najskuteczniejszym strzelcem drużyny w sezonie KHL (2013/2014)). Od 2013 ponownie zawodnik Nieftiechimika Niżniekamsk. W maju 2014 odszedł z Nieftiechimika (wraz z nim opuścił klub jego rodak Petr Koukal). Od czerwca 2014 ponownie zawodnik Slovana. Od czerwca 2015 ponownie zawodnik macierzystej Sparty Praga. Od czerwca 2017 zawodnik khl Medvescak Zagreb. W czerwcu 2018 został graczem. W styczniu 2019 został zawodnikiem HC Innsbruck. W styczniu 2020 został zaangażowany przez fiński klub Karjalan Kopla.
Wystąpił na turnieju mistrzostw świata juniorów do lat 18 w 2000, w których Czechy zajęły 6 miejsce, a on sam rozegrał wówczas sześć spotkań, strzelił 1 gola i zaliczył 1 asystę. Później został kadrowiczem seniorskiej kadry Czech.

## Sukcesy
Klubowe
- Złoty medal mistrzostw Czech: 2002, 2006 i 2007 ze Spartą Praga
- Brązowy medal mistrzostw Czech: 2009 ze Spartą Praga
- Finał Pucharu Mistrzów: 2008 ze Spartą Praga
- Złoty medal II-divisioona: 2020 z Kopla

Indywidualne
- Puchar Mistrzów IIHF 2008:
  - Trzecie miejsce w klasyfikacji strzelców turnieju: 4 gole
  - Pierwsze miejsce w klasyfikacji kanadyjskiej turnieju: 7 punktów
  - Skład gwiazd turnieju
  - Najlepszy napastnik turnieju